# Forces de défense de l'Ambazonie
Pour les articles homonymes, voir FDA et ADF.
Les Forces de défense de l'Ambazonie (FDA ; en anglais : Ambazonia Defence Forces, ADF) sont un groupe armé séparatiste actif dans les deux régions anglophones du Cameroun, le Nord-Ouest et le Sud-Ouest. Les FDA prônent l'indépendance de ces deux régions et la constitution de la république fédérale d'Ambazonie, république autoproclamée dans ces régions. Ils sont créés par le Conseil de gouvernement de l'Ambazonie (AGovC) en septembre 2017.
Alors que d'autres groupes armés séparatistes se sont abstenues d'exporter la lutte armée en dehors des régions anglophones, les FDA adoptent une position différente. Depuis avril 2021, les FDA sont alliées au Peuple indigène du Biafra et à sa branche armée, l'Eastern Security Network (ESN).

## Histoire
Les FDA mènent une guérilla contre l'armée camerounaise depuis septembre 2017. Le 9 novembre 2017, le gouvernement intérimaire de l'Ambazonie condamne les attaques des FDA qui tuent trois gendarmes.
Inférieurs numériquement et matériellement à leur adversaire, ils s'appuient sur du hit-and-run, des embuscades et des raids, profitant de leur familiarité avec le terrain. L'objectif des FDA est de porter le coût de la présence militaire camerounaise dans les régions anglophones à un niveau supérieur aux bénéfices que le pays en retire. Les autorités camerounaises reconnaissent avoir peu de contrôle en dehors des villes des régions anglophones. Selon le journaliste français Emmanuel Freudenthal, qui a passé du temps avec les FDA, cela est dû en partie à la faiblesse des infrastructures de ces régions, qui rend difficile la traque des guérilleros. Les FDA sont fidèles au Conseil de gouvernement de l'Ambazonie (AGovC), qui ne fait pas partie du gouvernement intérimaire de l'Ambazonie. Cela crée une relation compliquée avec le gouvernement intérimaire, qui, au départ, n'approuvait pas la lutte armée. 
Au début de l'année 2018, la position non violente du gouvernement intérimaire évolue, ouvrant la possibilité d'une coopération entre lui et les FDA. Les FDA déclinent les offres d'intégration dans le Conseil d'autodéfense de l'Ambazonie (CAA), une organisation faîtière créée par le gouvernement intérimaire pour réunir tous les groupes séparatistes sous une même bannière. En juin 2018, les FDA affirment avoir 1 500 hommes sous son commandement, répartis dans 20 bases à travers les régions anglophones,. À la suite de la mort du commandant des FDA, Ivo Mbah, en décembre 2018, le président Samuel Ikome Sako fait l'éloge du séparatiste et exhorte tous les groupes à « ignorer nos petites différences » et à s'unir.
En mars 2019, un dirigeant des FDA annonce qu'il exporterait la lutte armée dans les régions francophones du Cameroun. Une semaine plus tard, des séparatistes, peut-être des membres du FDA, mènent une attaque à Penda Mboko, dans la région du Littoral, blessant trois gendarmes, au mépris de la politique du gouvernement intérimaire selon laquelle le conflit ne devrait avoir lieu que dans les régions anglophones. Fin août 2019, les FDA annoncent un couvre-feu de six mois. Cette décision fait suite à la condamnation à perpétuité de Sisiku Julius Ayuk Tabe et de neuf autres chefs séparatistes.
En janvier 2020, des villageois en colère attaquent des camps séparatistes à la suite de cinq opérations les visant. Les FDA condamnent ouvertement les exactions commises par les éléments séparatistes. Les combattants des FDA reçoivnet l'ordre d'arrêter toute personne surprise en train de terroriser des civils, y compris les combattants séparatistes. Plus tard dans le mois, les Forces de restauration de l'Ambazonie (FRA), dirigées par le général Chacha, enlèvent 40 combattants des FDA, dont six sont exécutés. Lorsque les Forces de défense du Cameroun méridional (FDCM) déclarent un cessez-le-feu de quatorze jours à la fin du mois de mars 2020, en raison de la pandémie de Covid-19, l'AGovC déclare que les FDA en déclareront également un à condition que les forces camerounaises soient confinées dans leurs bases, pour la durée du cessez-le-feu. En réponse à l'opération Bamenda Clean, les FDA appellent la population locale à se soulever contre l'armée camerounaise.
En mars 2021, le général Efang des FDA présente ses excuses à la population pour les exactions commises par certains éléments séparatistes. Il affirme que les combattants séparatistes qui violent les civils sont souvent sous l'emprise de la drogue et déplore que cela ait conduit à la création de milices paramilitaires locales pro-gouvernementales. Le 9 avril 2021, l'AGovC conclu officiellement une alliance avec le peuple indigène du Biafra. Selon le chef adjoint de la défense du FDA, Capo Daniel, cette alliance implique des opérations militaires ainsi que des bases d'entraînement communes pour s'emparer des frontières de l'autre partie et assurer la libre circulation des armes. L'alliance est dénoncée par le gouvernement intérimaire de l'Ambazonie et d'autres groupes séparatistes pro-Biafra.
En avril 2023, Capo Daniel démissionne de l'AGovC et par extension des FDA afin de poursuivre un activisme indépendant. Le chef des FDA Lucas Ayaba Cho prend acte de sa démission et le remercie pour ses années de travail. En mai 2023, Capo Daniel crée un nouveau groupe séparatiste, les Forces obscures de l'Ambazonie (FOA), et appelle ouvertement ses hommes à kidnapper des journalistes pour obtenir une rançon. En juillet 2023, à la suite du massacre de Bamenda, Lucas Ayaba Cho déclare que désormais, chaque fois que l'armée camerounaise tuera des civils anglophones, les FDA tueront des civils francophones. Le leader de l'AGovC ajoute que « lorsque le Cameroun commencera à respecter les Conventions de Genève, nous ferons de même ».
Le 21 janvier 2024, il est confirmé que l'armée camerounaise avait capturé le commandant en chef des FDA, le général Efang, qui avait été blessé au combat deux semaines plus tôt. C'est la deuxième fois que le FDA perd son principal commandant sur le terrain. Le 24 septembre 2024, Lucas Ayaba Cho est arrêté en Norvège sur « des accusations basées sur ses diverses expressions sur les réseaux sociaux ». Quelques jours plus tard, le vice-président de l'AGovC, Julius Nyih, basé en Irlande, devient chef intérimaire de l'AGovC, remplaçant de fait Lucas Ayaba Cho en tant que commandant en chef de la FDA. Il s'engage à poursuivre la lutte armée.